# Boston-Gletscher
Der Boston-Gletscher liegt in einem großen Kar unterhalb mehrerer Berggipfel im North Cascades National Park im US-Bundesstaat Washington. Der Gletscher ist schätzungsweise 1 mi (1,6 km) lang aber fast 3,5 mi (5,6 km) breit und der größte im North Cascades National Park. Während er sich in einem Bogen vom Norden des Forbidden Peak aus ausdehnt, wird der Gletscher auch vom Boston Peak im Südwesten und vom Buckner Mountain an seiner Ostseite flankiert. Zwischen dem Boston Peak und dem Buckner Mountain liegt der Gletscher unterhalb eines als Ripsaw Ridge bekannten Grates. Ein weiterer Grat erstreckt sich zwischen Boston Mountain und Forbidden Peak und weiter nordwärts und trennt den Boston-Gletscher von den benachbarten Quien-Sabe- und Forbidden-Gletscher. Der Boston-Gletscher befand sich seit dem Ende der Kleinen Eiszeit um das Jahr 1850 auf einem allgemeinen Rückzug. Ein mäßiges Wachstum gab es zwischen 1950 und der Mitte der 1970er Jahre, doch zwischen 1972 und 2006 zog sich der Gletscher erneut um 1.470 ft (448 m) zurück.